# Sarah Parish
Sarah Parish (* 7. Juni 1968 in Yeovil, Somerset) ist eine britische Schauspielerin.

## Leben und Karriere
Sarah Parish wurde im englischen Yeovil als Tochter von Bill und Thelma Parish geboren. Sie hat eine Schwester namens Julie und einen Bruder, den Musiker John Parish.
Parish besuchte die örtliche Preston School. Später studierte sie an der Londoner Academy of Live and Recorded Arts. Sie debütierte in der Fernsehserie Peak Practice, in der sie von 1997 bis 1999 spielte.
Von 2002 bis 2005 trat Parish in einer der Hauptrollen in der Fernsehserie Cutting It auf. Für diese Rolle wurde sie 2003 für den britischen National Television Award nominiert. Dort lernte sie den Schauspielkollegen James Murray kennen, 2007 heiratete das Paar und lebt mit ihrer gemeinsamen Tochter (* November 2009) in Hampshire. Im Januar 2009 war ihre erstgeborene Tochter im Alter von nur sieben Monaten aufgrund eines schweren Herzfehlers verstorben.
Im Thriller Sirenen der Finsternis (2002) übernahm sie eine der größeren Rollen, im Thriller Unconditional Love (2003) sowie im Filmdrama Reversals (2003) war sie jeweils in einer der Hauptrollen zu sehen. In der Komödie Wedding Date (2005) trat sie neben Dermot Mulroney auf, in der Komödie Liebe braucht keine Ferien (2006) spielte sie an der Seite von Cameron Diaz, Kate Winslet, Jude Law und Jack Black.
Im sechsteiligen BBC-Musical-Drama Blackpool (2004) und im Fernsehfilm Recovery (2007, ebenfalls BBC) spielte sie jeweils die weibliche Hauptrolle neben David Tennant. Ein weiteres Mal stand sie mit Tennant im Doctor Who Weihnachtsspecial The Runaway Bride vor der Kamera (erneut für die BBC), wo sie die Kaiserin der Racnoss spielte, eine arachnide Außerirdische und Antagonistin von Tennants zehntem Doktor. 2017 folgte der vierte gemeinsame Auftritt, als Parish in der abschließenden dritten Staffel von Chris Chibnalls vielfach ausgezeichnetem Krimidrama Broadchurch (ITV) die Rolle der Zeugin Cath Atwood, einer Freundin des Opfers, übernahm. Tennant spielte in der Serie die Hauptfigur des D.I. Alec Hardy. Ebenfalls 2017 hatte Parish einen Cameo-Auftritt in Georgia Tennants Kinofilm You, Me and Him, in dem auch David Tennant eine Rolle übernahm.
Seit 2017 spielt sie eine Hauptrolle in der ITV-Serie Bancroft. Eine zweite Staffel wurde bereits bestätigt. 2018 hatte sie einen Auftritt als Lucrezia Tornabuoni in der Serie Die Medici – Herrscher von Florenz.
Gemeinsam mit Schauspielkollegin Dervla Kirwan gründete Parish das Produktionsunternehmen Aphra Productions.

## Filmografie (Auswahl)
- 1997–1999: Peak Practice (Fernsehserie)
- 1999: Parting Shots
- 2000: Hearts and Bones (Fernsehserie)
- 2002: Sirenen der Finsternis (Sirens)
- 2002–2005: Cutting It (Fernsehserie)
- 2003: Unconditional Love
- 2003: Reversals
- 2003: Der mysteriöse Passagier (Impact, Fernsehfilm)
- 2004: Blackpool (Fernsehserie)
- 2005: Wedding Date (The Wedding Date)
- 2005: Our Hidden Lives
- 2005: ShakespeaRe-Told (Episode Much Ado About Nothing, Fernsehfilm)
- 2006: Agatha Christie’s Marple (Fernsehserie, Folge 2x01)
- 2006: Nur über ihre Leiche (If I Had You)
- 2006: Aftersun
- 2006: Liebe braucht keine Ferien (The Holiday)
- 2006: Doctor Who (Fernsehserie, Weihnachtsspecial The Runaway Bride)
- 2007: Sex, the City and Me (Fernsehfilm)
- 2007: Recovery (Fernsehfilm)
- 2008–2010: Mistresses – Aus Lust und Leidenschaft (Mistresses, Fernsehserie,  26 Folgen)
- 2009: Merlin – Die neuen Abenteuer (Merlin, Fernsehserie, 2 Folgen)
- 2010: Die Säulen der Erde (The Pillars of the Earth, Fernsehfilm in 4 Teilen)
- 2011: Monroe (Fernsehserie, 12 Folgen)
- 2012: Hatfields & McCoys
- 2013: Agatha Christie’s Poirot (Fernsehserie, Folge 13x02)
- 2013–2015: Atlantis (Fernsehserie, 20 Folgen)
- 2014–2020: W1A (Fernsehserie, 24 Folgen)
- 2015–2018: Trollied (Fernsehserie, 15 Folgen)
- 2017: Broadchurch (Fernsehserie, 8 Folgen)
- 2017: You, Me and Him
- 2017–2020: Bancroft (Fernsehserie, 7 Folgen)
- 2018–2019: Die Medici – Herrscher von Florenz (Medici: Masters of Florence, Fernsehserie, 12 Folgen)
- seit 2020: Industry (Fernsehserie)
- 2021: Inside No. 9 (Fernsehserie, Folge 6x06)
- 2021–2022: McDonald & Dodds (Fernsehserie, 2 Folgen)
- 2021: Wer einmal lügt (Stay Close, Fernsehserie, 8 Folgen)
- 2022: McDonald & Dodds (Fernsehserie, Folge 2x03)
- 2024: Geek Girl (Fernsehserie, 8 Folgen)
- 2024: Piglets (Fernsehserie, 6 Folgen)
- 2024: Curfew (Fernsehserie, 6 Folgen)